# Министр юстиции Грузии

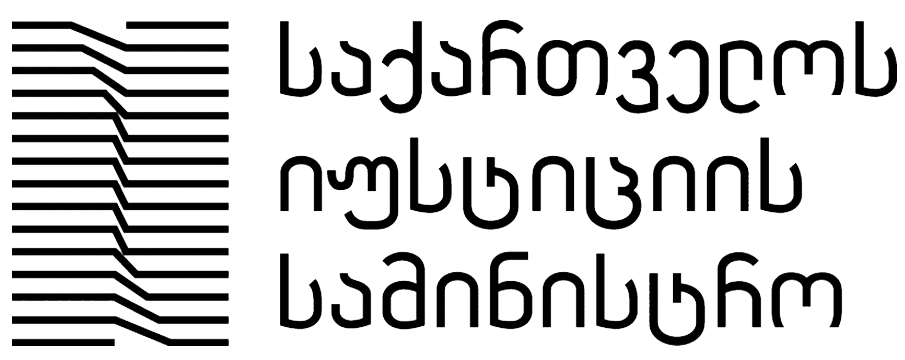
Эмблема Министерства юстиции Грузии

Министр юстиции Грузии (груз. საქართველოს საგარეო საქმეთა მინისტრი) — глава Министерства юстиции Грузии. Министр юстиции Грузии назначается на должность и отстраняется от должности Президентом Грузии. Действующий министр — Рати Брегадзе.

## Список министров

### Министры юстиции Грузинской Демократической Республики
| # | Министр                 | Фото | Период нахождения в должности | Партия                                               | Примечание |
| - | ----------------------- | ---- | ----------------------------- | ---------------------------------------------------- | ---------- |
| 1 | Шалва Алекси-Месхишвили |      | 26 мая 1918 — 1919            |                                                      |            |
| 2 | Ражден Арсенидзе        |      | 1919 — 1921                   |                                                      |            |
| 3 | Евгений Гегечкори       |      | 1921 — 1921                   | Грузинская социал-демократическая партия меньшевиков |            |

### Главы органа юстиции Грузинской ССР
(список неполный)
| #                                         | Министр                                   | Фото                                      | Период нахождения в должности             | Партия                                    | Примечание                                |                                           |                                           |
| Народные комиссары юстиции Грузинской ССР | Народные комиссары юстиции Грузинской ССР | Народные комиссары юстиции Грузинской ССР | Народные комиссары юстиции Грузинской ССР | Народные комиссары юстиции Грузинской ССР | Народные комиссары юстиции Грузинской ССР | Народные комиссары юстиции Грузинской ССР | Народные комиссары юстиции Грузинской ССР |
| ----------------------------------------- | ----------------------------------------- | ----------------------------------------- | ----------------------------------------- | ----------------------------------------- | ----------------------------------------- | ----------------------------------------- | ----------------------------------------- |
|                                           | Сергей Иванович Кавтарадзе                |                                           | 1921 — 1921                               | РКП(б)                                    |                                           |                                           |                                           |
|                                           | Ефрем Алексеевич Эшба                     |                                           | октябрь — декабрь 1922                    | РКП(б)                                    |                                           |                                           |                                           |
|                                           | Яков Михайлович Вардзиели                 |                                           | 1924 — 1924                               | РКП(б)                                    |                                           |                                           |                                           |
|                                           | Георгий Фёдорович Стуруа                  |                                           | 1929 — 1931                               | ВКП(б)                                    |                                           |                                           |                                           |
| Министры юстиции Грузинской ССР           |                                           |                                           |                                           |                                           |                                           |                                           |                                           |
|                                           | Авксентий Нарикиевич Рапава               |                                           | 25 января 1948 — 17 ноября 1951           | ВКП(б)                                    |                                           |                                           |                                           |
|                                           | Александр Шушанашвили                     |                                           |                                           | КПСС                                      |                                           |                                           |                                           |

### Министры юстиции Грузии
| #  | Министр                     | Фото | Период нахождения в должности     | Партия                       | Примечание |
| -- | --------------------------- | ---- | --------------------------------- | ---------------------------- | ---------- |
| 1  | Джони Григорьевич Хецуриани |      | 1990 — 1992                       |                              |            |
| 2  | Константин Кемулария        |      | 1992 — 1993                       |                              |            |
| 3  | Тедо Александрович Нинидзе  |      | 1993 — 1998                       |                              |            |
| 4  | Ладо Чантурия               |      | 1998 — 1999                       |                              |            |
| 5  | Джони Григорьевич Хецуриани |      | 1999 — 2000                       |                              |            |
| 6  | Михаил Саакашвили           |      | 12 октября 2000 — 5 сентября 2001 | Единое национальное движение |            |
| 7  | Роланд Гилигашвили          |      | сентябрь 2001 — 15 сентября 2003  |                              |            |
| 8  | Зураб Адеишвили             |      | 26 декабря 2003 — февраль 2004    | Единое национальное движение |            |
| 9  | Георгий Папуашвили          |      | 17 февраля 2004 — январь 2005     |                              |            |
| 10 | Константин Кемулария        |      | 18 февраля 2005 — 22 декабря 2005 |                              |            |
| 11 | Гия Кавтарадзе              |      | декабрь 2005 — август 2007        |                              |            |
| 12 | Эка Ткешелашвили            |      | август 2007 — январь 2008         |                              |            |
| 13 | Ника Гварамия               |      | 31 января 2008 — октябрь 2008     |                              |            |
| 14 | Зураб Адеишвили             |      | 3 ноября 2008 — 25 октября 2012   | Единое национальное движение |            |
| 15 | Тея Цулукиани               |      | 25 октября 2012 — 1 октября 2020  |                              |            |
| 16 | Гоча Лорткипанидзе          |      | 24 декабря 2020 – 31 марта 2021   |                              |            |
| 17 | Рати Брегадзе               |      | с 1 апреля 2021                   |                              |            |